# 陶拉斯-利特罗谷

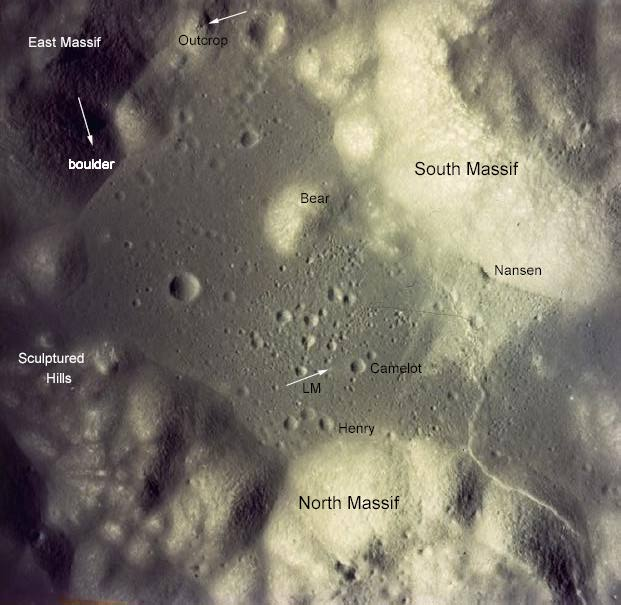
已标示的陶拉斯-利特罗谷航拍照（下方为北）。

陶拉斯-利特罗谷（Taurus–Littrow）是月球正面位于20°00′N 31°00′E / 20.0°N 31.0°E处的一道月谷， 曾是1972年12月美国阿波罗17号任务-也是迄今为止最后一次载人登月的着陆点。
该山谷位于沿澄海边缘一道形成于38到39亿年前，某小型天体撞月时澄海抛出岩石所构成的山岭东南，坐落在利特罗陨石坑以南的金牛山脉中，它的名称就得源这二者。该月谷的名字由阿波罗17号宇航员提出，最终在1973年被国际天文学联合会批准接受。
阿波罗17号收集的数据显示，山谷周围的大山丘主要由富含长石的角砾岩构成，而谷底下方则为玄武岩，地表覆盖了一层疏松的表岩屑或各种地质事件形成的混合物。在其它候选地址因各种原因被淘汰后，陶拉斯-利特罗月谷才被选定为阿波罗17号的登陆点，而选择该地点的目的是为在同一地点采集古老高地和年轻火山的地质样本。

## 地质

### 形成和地理
澄海形成数百万年之后，熔岩开始从月球内部上涌。阿波罗17号宇航员尤金·塞尔南和哈里森·施密特在该地区所收集的熔岩、岩石和月壤样本，充分揭示了月球的自然变迁和月球地质年代。

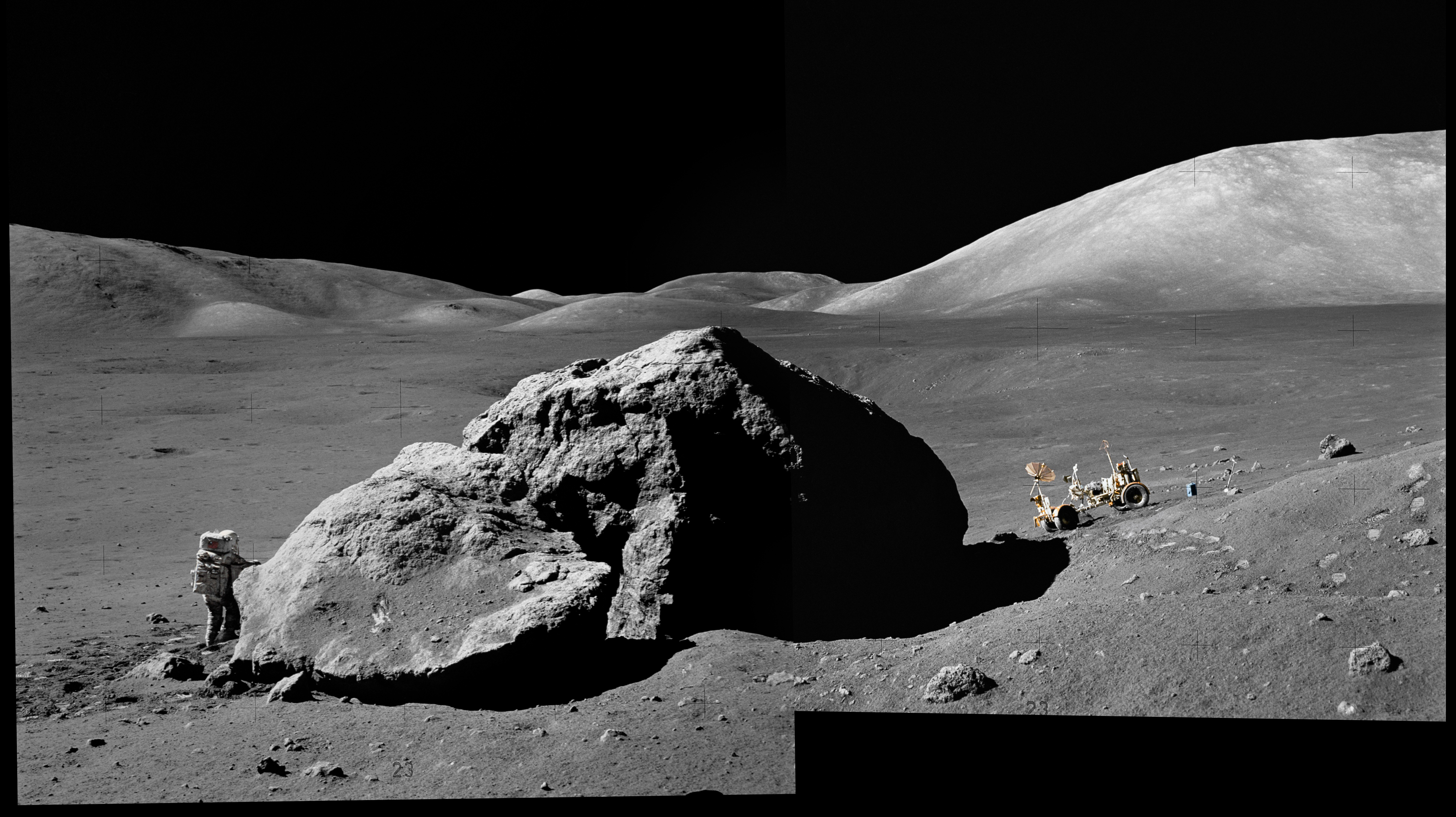
1972年阿波罗17号任务期间，宇航员哈里森·施密特在陶拉斯-利特罗谷的一块巨石旁，右边可看到南丘。

在澄海盆地和陶拉斯-利特罗月谷形成后的1亿到2亿年间，熔岩开始渗出月壳并逐惭涌入进低洼地区。这些熔岩流通常伴随有岩浆喷泉，使得周边区域覆盖了一层细小的玻璃球粒。这些球粒有时呈橘红色，这解释了阿波罗17号宇航员在矮子月坑所发现橘红月壤的成因，但大部分的球粒都为深黑色，因此，也使得从地球上看，澄海盆地呈现出幽暗的外观。

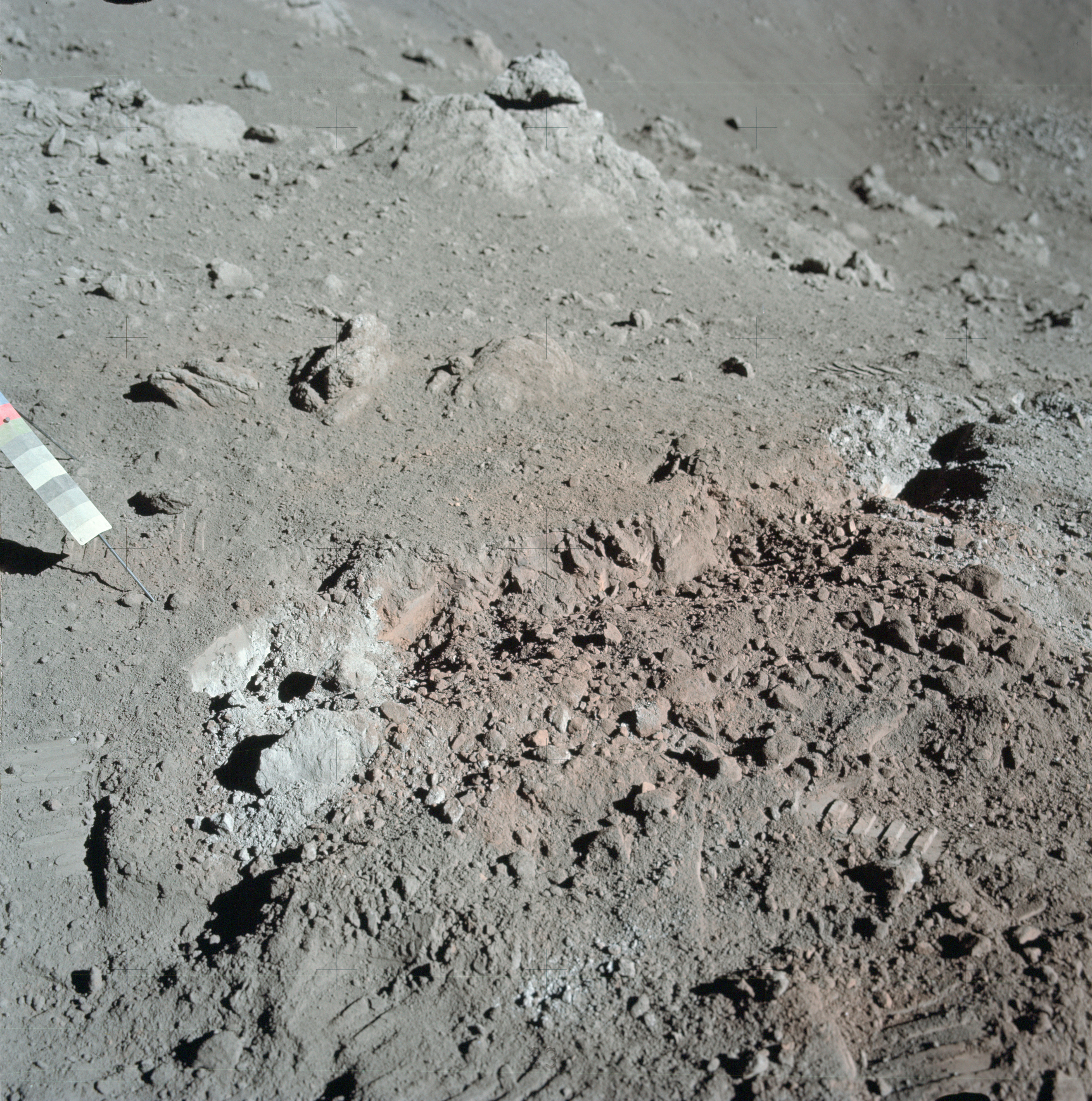
阿波罗17号发现的橘红色月壤特写

山谷本身径直伸向澄海中心，两侧分布有相对应的大山丘，分别称之为北丘和南丘，这些山丘的高度使月谷比美国大峡谷还要深。靠南丘坐落了一座以哈里森·施密特故乡-新墨西哥州银城附近的熊山命名的山岳。雕塑陵群(The sculptured hills)和东侧山丘构成了山谷的东部边缘，往西，一道峭壁横断山谷并高出谷底约2000米(1.2英里)。北、南丘之间的隘口构成该月谷通往澄海的主要入口。
根据阿波罗17号的观测，谷底地表起伏大体平缓，整个谷中散布着各种尺寸的巨石和其他地质沉积物。在位于直接着陆点以西的 ALSEP 月球实验部署区，巨石平均大小约为4米，且密度远高于谷中其它地区。
大约在介于1500-2000万和7000-9500万年前，小天体撞击月球而形成第谷坑，这次撞击产生的次级坑群遍布于月面各个地区，来自这些坑群的检测数据表明，月谷中的中央坑群就可能就形成于前述的撞击。在分析所知由第谷坑撞击所引发的次生坑群时，发现它们中大多具有沿射向的溅射覆盖物毯或表岩屑，并有着独特的"鸟爪"图案。 阿波罗17号观测数据以及月谷中央坑群与所知第谷次级坑之间的比较显示，两者有许多相似之处。中央坑群有指向第谷坑的鸟爪图痕和直接伸向南丘的浅色岩屑覆盖层，后一项证据进一步支持了这种假设，即受第谷坑的次生撞击，上述山丘发生崩塌进而形成浅色覆盖层。更大范围的分析表明，撞击坑群可能是更大的第谷次生坑群的一部分，包括位于北丘上的陨坑和更北的利特罗陨石坑周边的坑群。 如果确实相关，则较小坑群组成的大坑群，可能属于附近第谷射纹线的一部分。

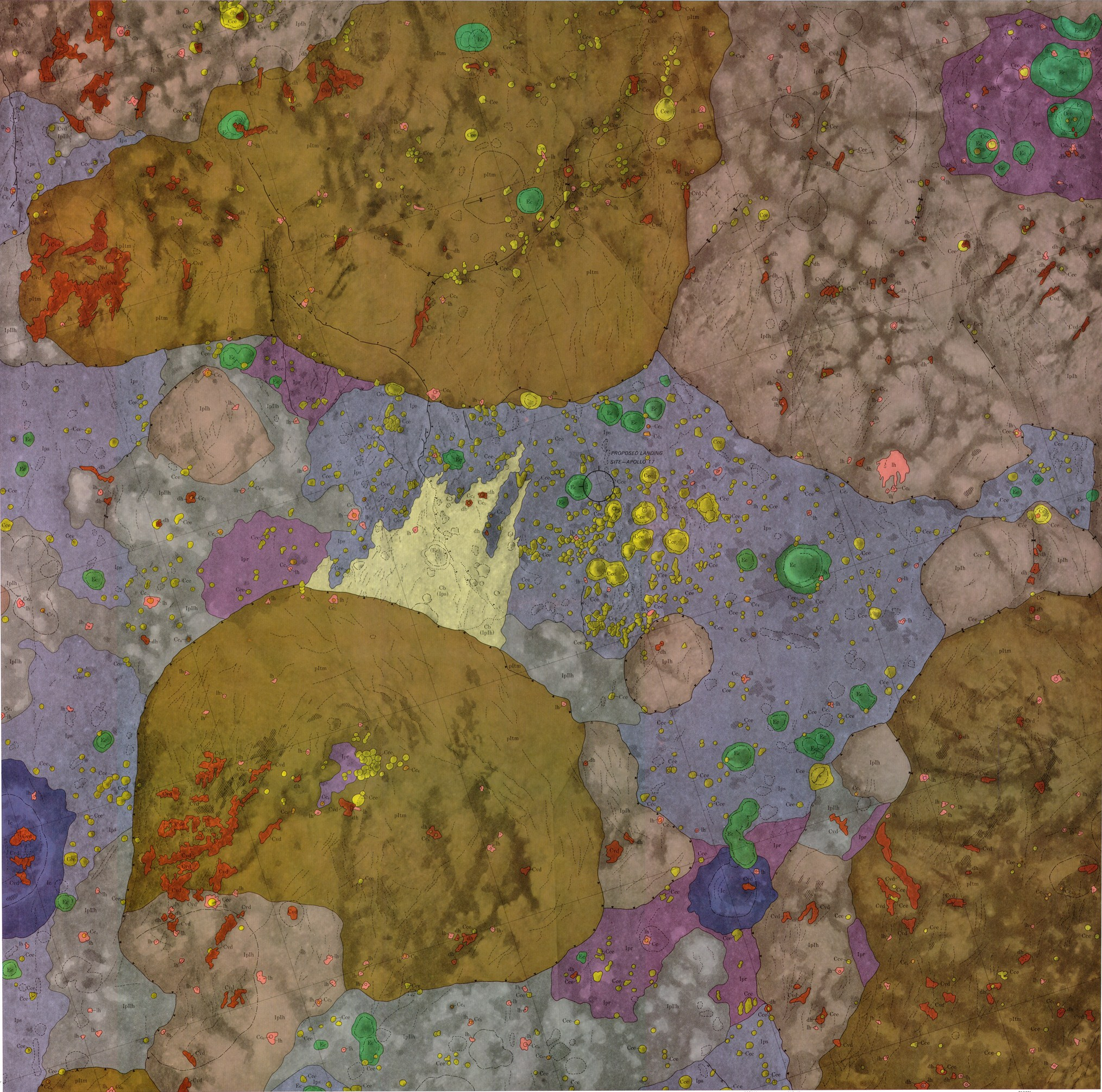
陶拉斯-利特罗谷地质图.
图例:
极暗覆盖物层
浅色覆盖物层
深色覆盖物层
平地
山峦
高地区
陨石坑
陨石坑

## 构成
阿波罗17号任务的证据显示，山谷周围的山丘主要由富含长石的角砾岩构成，而玄武岩的谷底则是山谷历史上熔岩流涌出的结果。地震学研究表明，谷底下方的玄武岩厚约1400米（4593.2英尺），在谷底玄武岩层上方是各种成分的疏松沉积物，其范围从火山物质到撞击形成的表岩屑等等。谷底异常低的反照率或反射率，其直接原因是那里的火山物质和玻璃颗粒所造成。谷底遍布的较深陨石坑也发挥了"天然探孔”的作用，可让宇航员对谷底下方的玄武岩进行采样，这些玄武岩样本主要由斜长石组成，但也含有一定数量的单斜辉石和其它矿物。
谷底疏松的表岩屑厚约14米（46英尺），包含许多撞击喷出物，最明显的是第谷坑的溅射物。这使得能从其中获得第谷坑的岩样而无需实地勘查该陨坑。山谷中的一些陨石坑极可能来自第谷坑的次生撞击，这也为取样那次的撞击抛出物创造了进一步的机遇。
陶拉斯-利特罗谷底还分布有数处地质沉积物，它们起源于月球地质年代中的几个不同事件。其中之一是一种浅色覆盖层，一系列突出的浅色沉积物，从南丘绵延约6公里（3.7英里）一直穿过谷底。登月前的分析表明，该沉积物可能是源于南丘北坡的山体滑坡，任务后，矿物样本分析表明，它主要由细粒矿物和散落的碎岩屑组成，大概是从南丘某处蔓延至谷底。 样本证据以及阿波罗17号任务期间的目视观测表明，整个山谷中各处光照强度并不相同，距南丘越远的陨石坑，阳光能穿透到较暗的下层物质，而与此同时，靠近南丘75米（246英尺）内的陨石坑，阳光似乎根本无法穿透较暗的地层。该覆盖层的年龄估计与中央坑群大致相同，或约为7000至9500万年。
“76535号橄长岩”是一块在月谷中采集的岩样，主要由橄榄石和斜长石构成的粗粒橄长岩，被认为是从月球取回样本中最有趣的，它一直是热年代学探究月球是否曾产生过内核动力或形成过金属内核的主要研究对象。
靠近登月舱附近采样的岩石大多是多孔状的粗粒底层玄武岩，也有一些细粒玄武岩。与在直接着陆区所观测到的一样，谷底大部分地区主要为风化层以及月球历史上受多次撞击而被凿出的大小不同的碎岩石。
| 矿物质          | 显微体积 % | 常规体积 % |
| --------------- | ---------- | ---------- |
| 斜长石          | 22–45      | 20–50      |
| 单斜辉石        | 31–51      | 30–70      |
| 橄榄石          | 0–7        | 0–10       |
| 钛铁矿/不透明物 | 13–26      | 5–25       |
| 方石英          | 0–6        | -          |
| 尖晶石          | 痕迹       | -          |
| 玻璃            | 痕迹       | -          |

## 登陆地选择
由于阿波罗17号是阿波罗计划的最后一次登月任务，因此确定了数个不同的科学目标，以最大限度地提高任务效率。之前任务曾选择但又遭放弃的着陆地点现再次被重新考虑，陶拉斯-利特罗谷是阿波罗17号几个备选着陆点之一，此外，还有第谷坑、哥白尼环形山、月背的齐奥尔科夫斯基环形山等等，但除了陶拉斯-利特罗谷外，其余地点终因科学和/或操作上的原因而被排除，其中降落第谷坑是一件非常危险的事情，因为发现那里的地形过于崎岖；齐奥尔科夫斯基环形山又位于月球背面，着陆那里需增加通信卫星费用，以便保持月表作业期间宇航员与地面控制小组之间的联系；而登陆哥白尼环形山则被视为低优先级别。
陶拉斯-利特罗谷最终被选中，原因是要在同一个着陆点采样古老高地和年轻火山的岩石样本。陶拉斯-利特罗谷通过第谷坑抛出物的形式提供了这两种高地物质，并为该地区一些陨石坑可能起源于火山事件的推测提供了素材。

## 陶拉斯-利特罗谷中的陨坑
| - 鲍文 - 勃朗特 - 卡米洛特 - 科奇斯 - 埃默里 - 亨利 - 赫斯 |  | - 霍雷肖 - 拉拉 - 麦金 - 南森 - 鲍威尔 - 莎士比亚 - 歇洛克 |  | - 矮子 - 斯台诺 - 三叉戟 - 范塞尔格 - 胜利 |

## 另请参阅
- 阿波罗17号
- 月球地质
- 澄海
- 70017号月球玄武岩